# Mert Nobre
Márcio Ferreria Nobre (Jateí, 6 november 1980), beter bekend als Mert Nobre, is een Turks voetballer met een Braziliaanse achtergrond.

## Carrieré
Nobre begon zijn carrière in Brazilië bij verscheidene kleine clubs als Paysandú, XV de Piracicaba en Sport voordat hij uiteindelijk doorbrak bij Paraná. De felle aanvaller heeft niet de meeste zuivere techniek maar beschikt wel over een redelijke goede scoringsvermogen. De doelpunten van Nobre zijn vaak intikkers of kopballen.
Na een succesvol periode bij Paraná besloot Nobre verrassend te vertrekken naar Japan om voor Kashiwa Reysol te spelen. Dit verliep niet naar wens en al na 13 wedstrijden was Nobre terug in eigen land. Ditmaal kwam hij uit voor Cruzeiro EC, veelal als invaller. Ondanks maakte hij toch een succesvol seizoen mee, Cruzeiro werd kampioen van Brazilië. Opvallend genoeg speelden toen in dat team vier ex-Fenerbahçe spelers: Alex de Souza, Edu Dracena, Claudio Maldonado en Mert Nobre.
In het seizoen 2003/04 deed Fenerbahçe een opmerkelijke transfer. De toen nog totaal onbekende Marcio Nobre werd aangetrokken. Maar eenmaal toen Nobre begon te scoren waren de twijfels al gauw over en werd zijn huurcontract met een jaar verlengd, de tegenprestatie van Nobre was 11 doelpunten in 18 wedstrijden. Na succesvol te zijn geweest bij Fener werd de spits in 2006 gekocht door Beşiktaş JK voor een bedrag van € 2 miljoen. Anno 2008 werd Nobre aangewezen als reserve-aanvoerder van de zwarte adelaars. In 2011 ruilde hij Beşiktaş in voor Mersin Idman Yurdu.
In 2013 tekende Nobre een contract bij Kayserispor. In 2015 vertrok hij hier en tekende hij een contract bij FC Wil. In 2016 verruilde Nobre FC Wil voor BB Erzurumspor.

## Turkse nationaliteit
Toen Mehmet Aurélio van Fenerbahçe in 2006 zijn Turkse paspoort kreeg en zich beschikbaar stelde voor het Turks voetbalelftal, sloeg ook Beşiktaş JK haar slag. In korte tijd kreeg ook Nobre zijn Turkse nationaliteit en koos voor de Turkse naam Mert.